# پس‌کام‌ویسان
پس‌کام‌ویسان (نام علمی: Anopla) نام یک رده از شاخه روبانیان است.